# Kiisa (Saku)
Kiisa – miasteczko w Estonii, w prowincji Harju, w gminie Saku.
Znajduje się tu stacja kolejowa Kiisa, położona na linii Tallinn – Parnawa/Viljandi.